# Psilopogon viridis
Megalaima viridis là một loài chim trong họ Megalaimidae.